# Station Boussens
Station Boussens is een spoorwegstation in de Franse gemeente Boussens.